# Rembercourt-sur-Mad
 Rembercourt-sur-Mad  là một commune in the Meurthe-et-Moselle department in Lorraine in northeastern nước Pháp. Xã này nằm ở khu vực có độ cao trung bình 192 mét trên mực nước biển.
Sông Rupt de Mad chảy theo hướng đông bắc qua thị trấn.